# Sentier de grande randonnée 49
Le sentier de grande randonnée 49 (GR 49) traverse une partie de la région Provence-Alpes-Côte d'Azur en France. Il relie Saint-Raphaël à Rougon en traversant le département du Var du sud vers le nord par le lac de Saint-Cassien et le Parc naturel régional du Verdon pour aboutir à Rougon dans la partie sud du département des Alpes-de-Haute-Provence.

## Communes traversées
Le sentier de grande randonnée 49 part de la gare de Saint-Raphaël, pénètre dans le massif de l'Estérel où il croise le GR 51 au pied du mont Vinaigre, et traverse Les Adrets-de-l'Estérel. Il longe le lac de Saint-Cassien jusqu'à Montauroux puis se dirige vers Tourrettes, Fayence et Mons. Le sentier entre dans le Parc naturel régional du Verdon par La Bastide et continue vers Bargème, Jabron (Comps-sur-Artuby) et Trigance avant de parvenir dans le département des Alpes-de-Haute-Provence, toujours à Rougon où il fait la jonction avec le sentier de grande randonnée 4 et le sentier Martel.

## Parcours et difficultés
Même s'il est traditionnellement présenté dans le sens Saint-Raphaël - Rougon, le GR 49 est balisé dans les deux sens.
Les principales difficultés sont du dénivelé lié à la traversée des Gorges du Verdon et du massif des Préalpes de Castellane, ainsi que la chaleur en période estivale.

## Patrimoine et sites remarquables
- À Saint-Raphaël : le centre ancien (église Saint-Pierre, musée d'archéologie),
- le massif de l'Esterel,
- le Lac de Saint-Cassien,
- à Mons, le village perché (panorama vers la mer), les gorges de la Siagnole, les vestiges de l'aqueduc romain,
- la montagne de Lachens (à proximité du GR),
- le château de Bargème, plus haut village du Var,
- la vallée du Jabron,
- le château de Trigance,
- à Rougon, les gorges du Verdon, le pont du Tusset, le village, le Point Sublime.

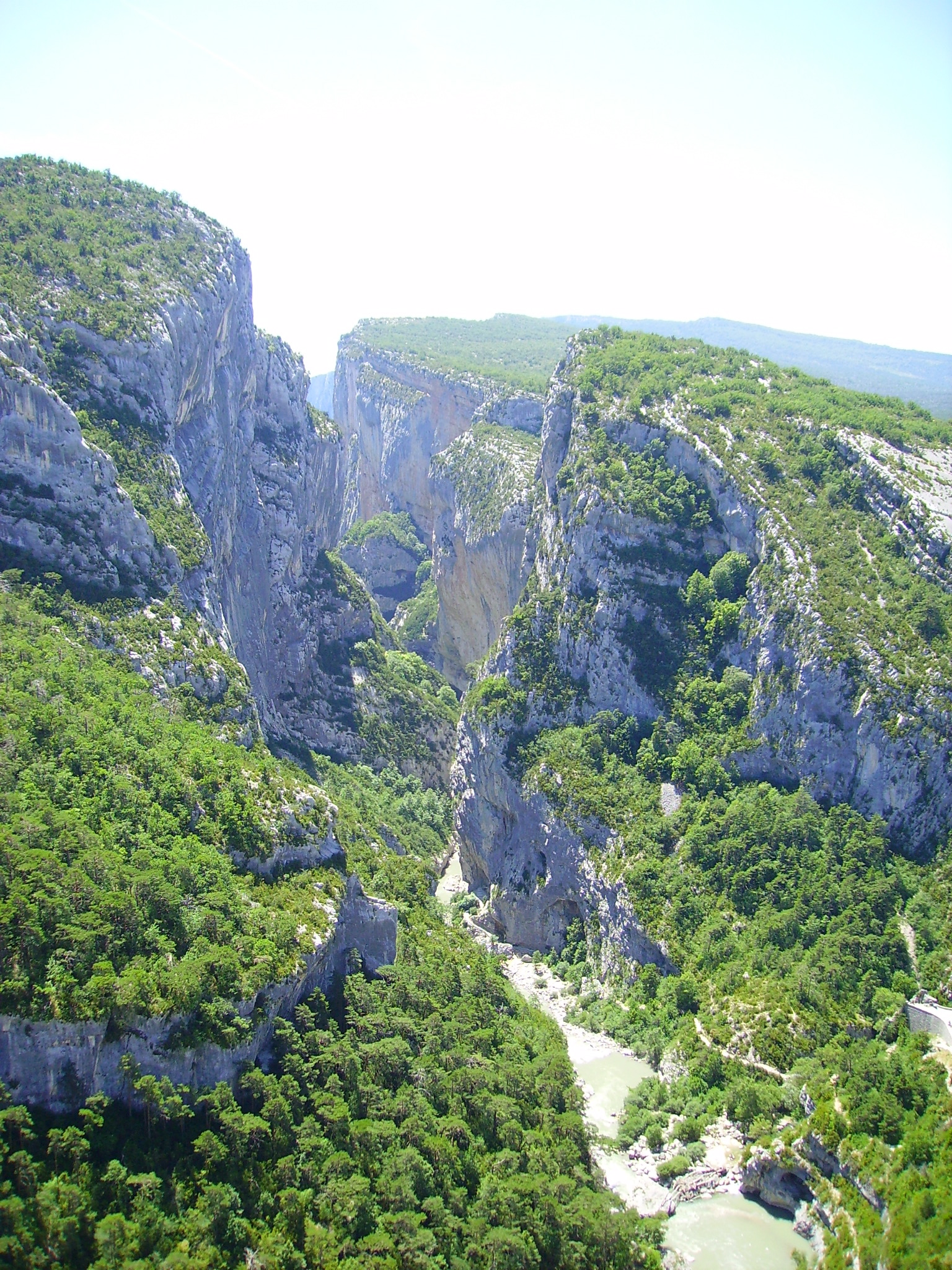
Le Point Sublime en dessous du village de Rougon
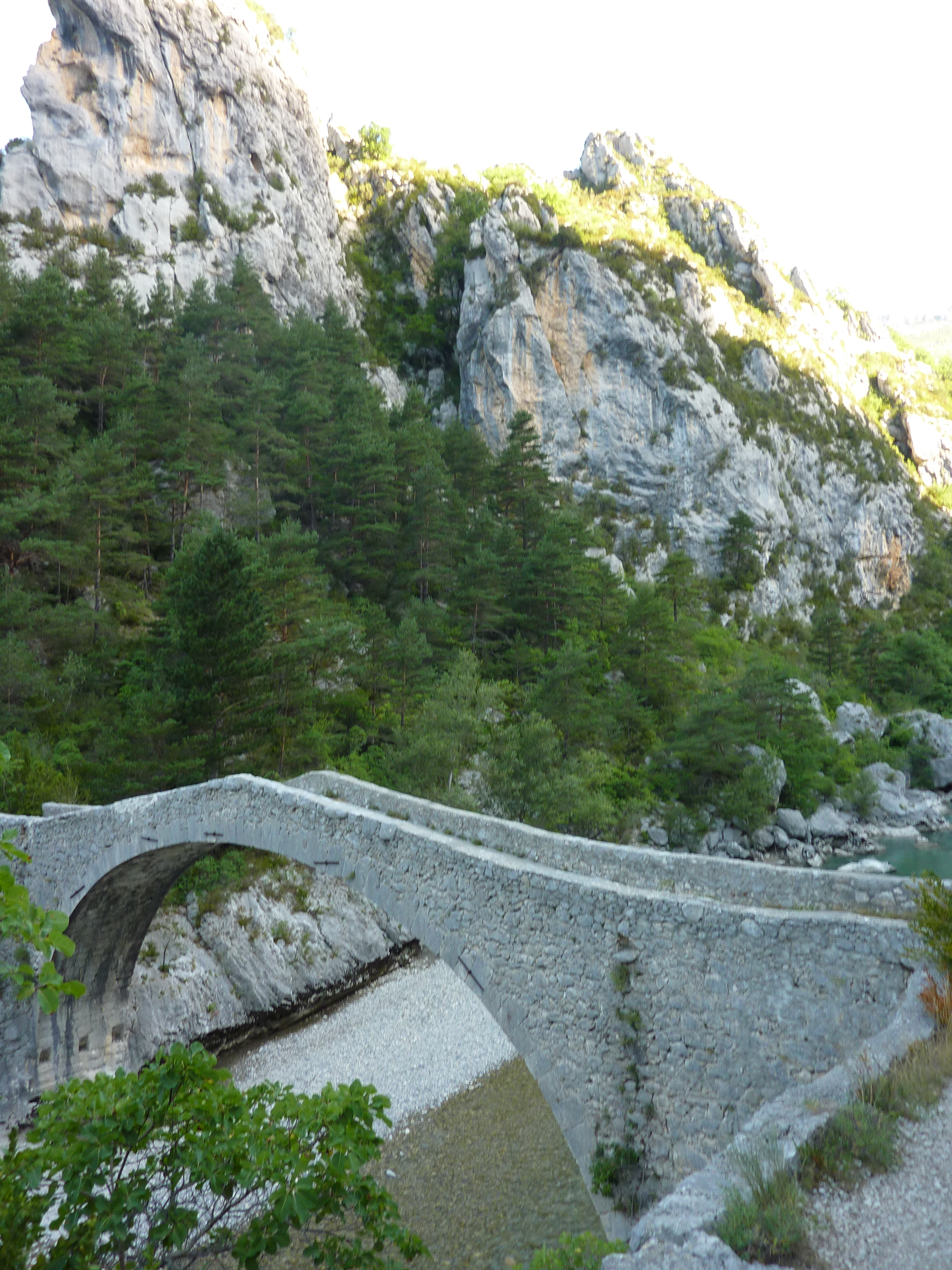
Pont de Tusset au-dessus des Gorges du Verdon
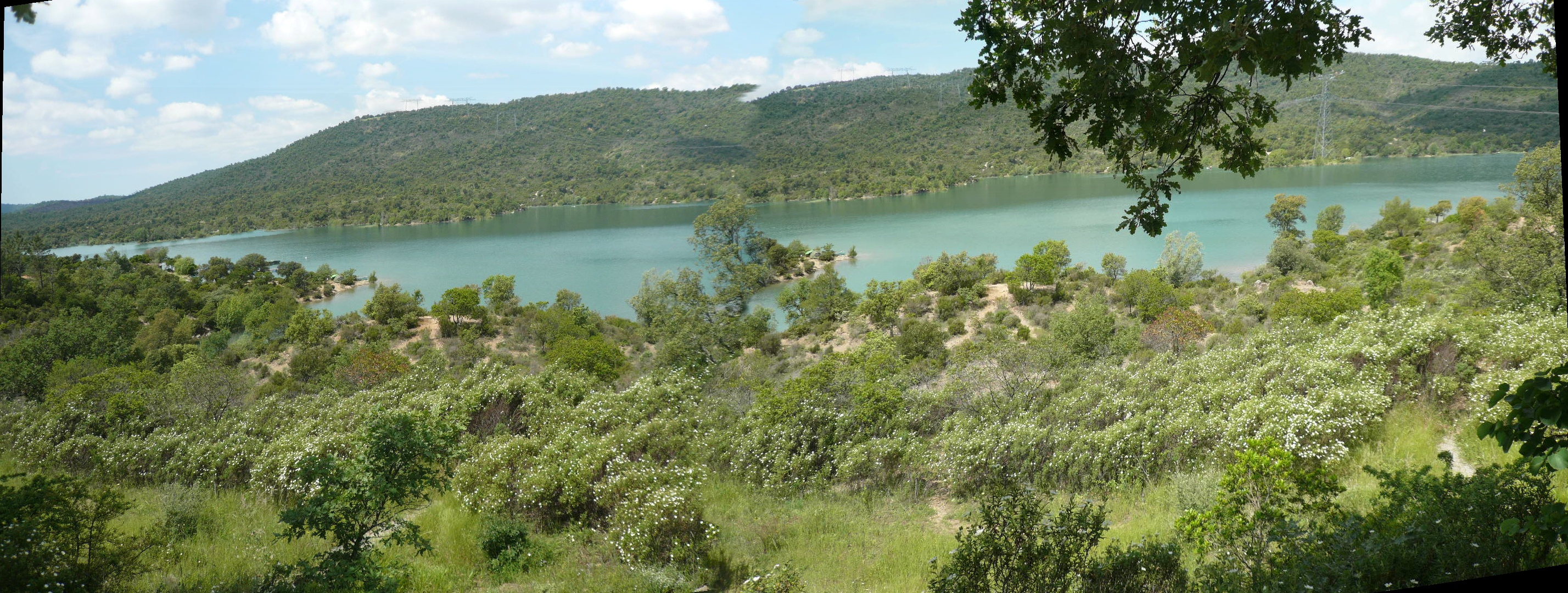
Lac de Saint-Cassien
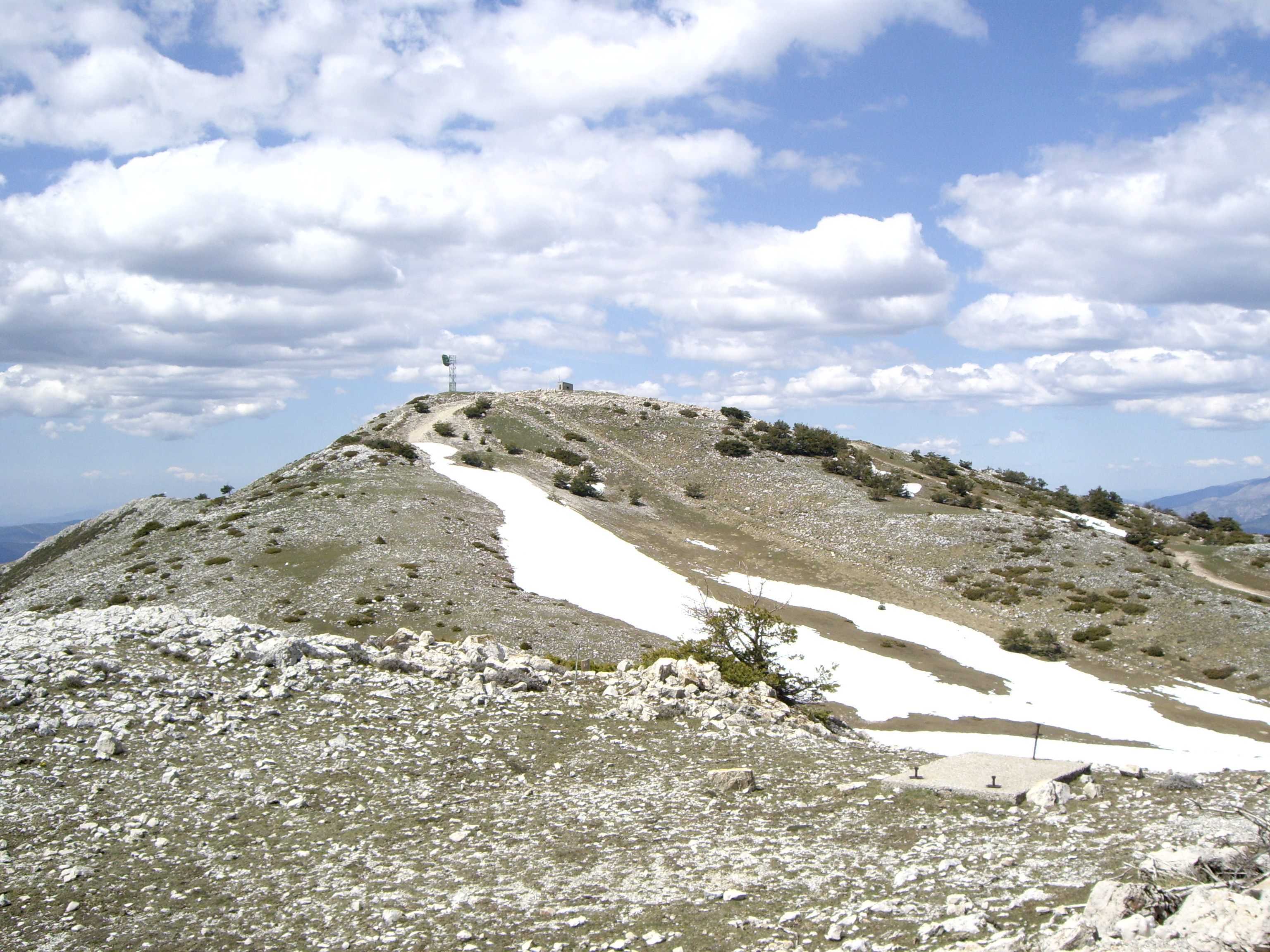
Sommet de la montagne de Lachens